# Geschichts- und Altertumsforschende Gesellschaft des Osterlandes
Die Geschichts- und Altertumsforschende Gesellschaft des Osterlandes (GAGO) ist ein Geschichtsverein mit Sitz in Altenburg, der sich mit historischen Fragen des Osterlandes, einer historischen Landschaft im heutigen Thüringen, Sachsen und Sachsen-Anhalt befasst.
Der Verein wurde im Jahr 1838 in Altenburg (Thüringen) von Karl Back, dem Hofprediger Christian Friedrich Heinrich Sachse, dem Geheimen Regierungs- und Finanzrat August Friedrich Karl Wagner (1792–1859), August Julius Löbe (1805–1900), Hans Conon von der Gabelentz (1807–1874), dem Rüst- und Antiquitätenkammer-Konservator Adolph Bratfisch (1790–1864) und Heinrich August Pierer (1794–1850) gegründet. Vorsitzende waren von 1909 bis 1933 Albrecht von der Gabelentz und von 1933 bis 1945 Börries von Münchhausen. 1945 wurde der Verein aufgelöst.
Am 21. März 1990 wurde die Gesellschaft als Verein neu gegründet. Wolfgang Enke, Lehrer am traditionsreichen Altenburger Friedrichsgymnasium, war von 1997 bis 2007 Vorsitzender der Gesellschaft und hatte zu deren Wiederaktivierung in der Nachwendezeit maßgeblich beigetragen. Heutiger Vorsitzender der Gesellschaft ist Gustav Wolf.
Die Anlage von Sammlungen und der Erhalt und die Pflege von Bau- und Kunstdenkmälern zählte zu den Vereinszielen. Die Gesellschaft verfügte über eine umfangreiche Bibliothek, deren alte Bestände sich im Thüringischen Staatsarchiv Altenburg befinden. Die Sammlungen der Gesellschaft, waren seit 1876 im Herzoglichen Museum, dem heutigen Lindenau-Museum untergebracht. Nach dem Ende des Ersten Weltkriegs gelangten sie in das Heimatmuseum, das im früheren Residenzschloss eingerichtet worden war. Zu den Sammlungen, die heute im Schloss- und Spielkartenmuseum verwahrt werden, zählen neben mittelalterlichen Skulpturen auch eine vor- und frühgeschichtliche Sammlung, die später den Titel „Ernst-Amende-Sammlung für Vorgeschichte“ erhielt.
Die wissenschaftlichen Arbeiten der Gesellschaft wurden in den „Mitteilungen der Geschichts- und Altertumsforschenden Gesellschaft des Osterlandes“ veröffentlicht. Auch der Altenburger Geschichts- und Hauskalender wird mit von der Gesellschaft herausgegeben.
Für ihre Arbeit erhielt die Geschichts- und Altertumsforschende Gesellschaft 2020 den von der Historischen Kommission für Thüringen vergebenen Friedrich-Christian-Lesser-Preis verliehen.